# William Beardmore

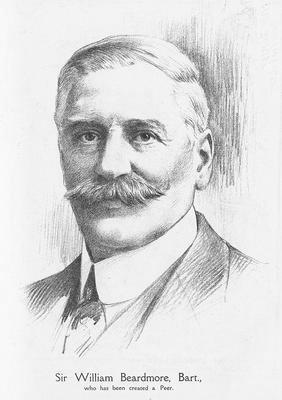
Sir William Beardmore, 1921.

William Beardmore (Deptford, 16 oktober 1856 - 9 april 1936) was een Brits zakenman. Hij richtte in 1887 William Beardmore and Company op, een scheepsbouwer.

## Biografie
Breadmore's vader werkte als toeleverancier van staal voor het bouwen van schepen. Toen zijn vader in 1879 overleed, werd hij eigenaar van de onderneming. Hij breidde de onderneming uit en stichtte in 1887 de William Beardmore and Company. Begin jaren 1900 nam hij twee concurrenten over. In 1907 financierde Beardmore de Nimrod-expeditie van Ernest Shackleton. Shackleton noemde de Beardmoregletsjer naar zijn geldschieter.
In 1921 werd hij benoemd tot baron.
Beardmore overleed in 1936 op 79-jarige leeftijd.